# Castro da Curalha

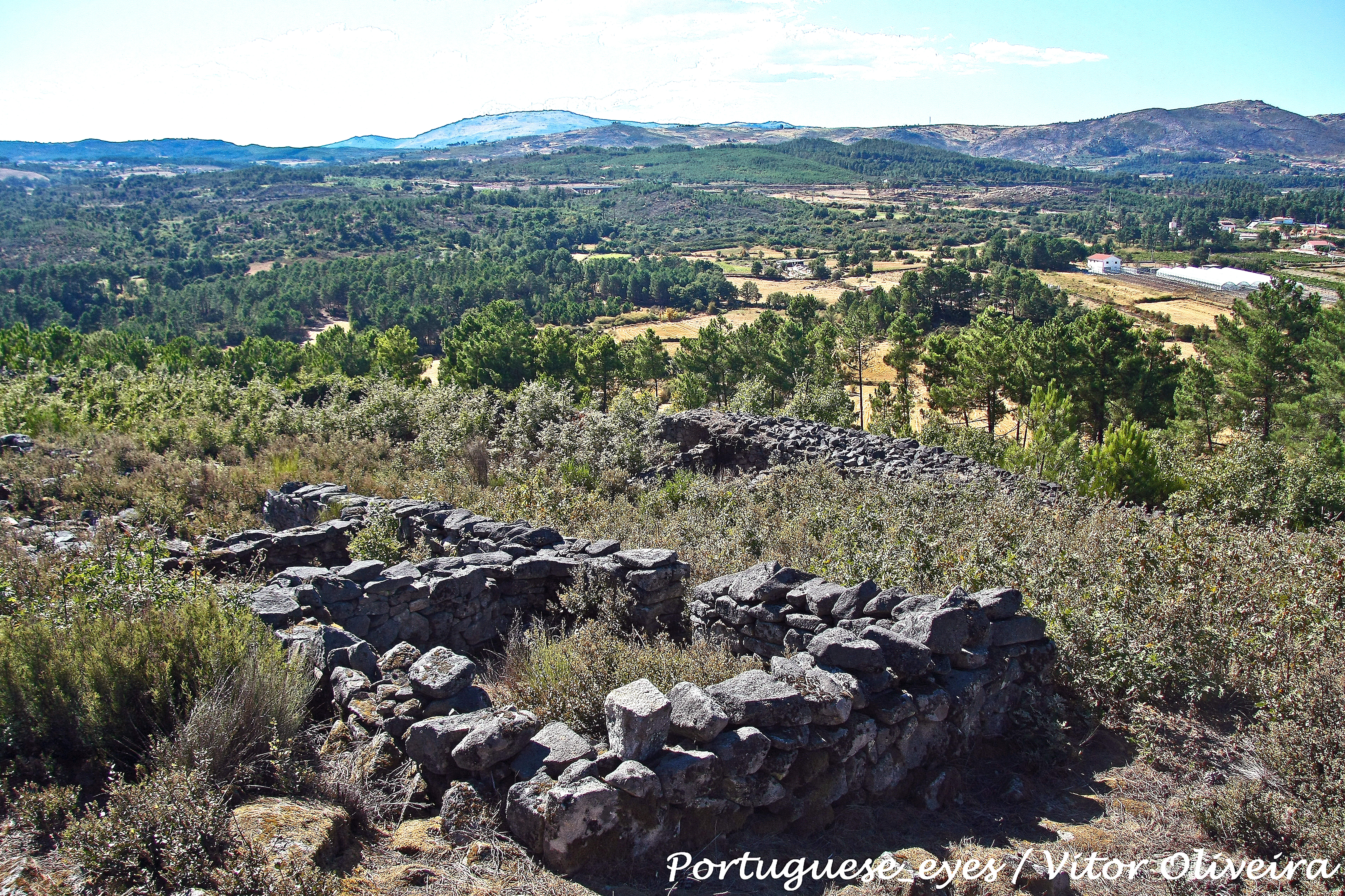
Castro da Curalha (2012)

Das Castro da Curalha gehört zur Gruppe der eisenzeitlich-römischen Höhensiedlungen in der Tradition der Castrokultur im Norden Portugals.

## Lage
Die Siedlung liegt etwa 500 m südwestlich der namengebenden Gemeinde (portugiesisch Freguesia) Curalha und ungefähr 6 km südwestlich der Kreisstadt (portugiesisch Município) Chaves in der Subregion (portugiesisch Sub-região) Alto Trás-os-Montes.
Wie der überwiegende Teil der Siedlungen der Castrokultur liegt auch das Castro da Curalha in strategisch günstiger Höhenlage. Das Siedlungsareal selbst liegt auf rund 420 m Höhe ungefähr in der Mitte einer etwa 1,6 km Nordost-Südwest verlaufenden Hügelkette, die an ihrer Südwestseite durch die Tâmega begrenzt wird.

## Geschichte
Das im 1. Jahrhundert v. Chr. gegründete Castro liegt im Süden des Siedlungsgebietes der keltiberischen Callaici (auch Callaeci, griechisch Καλλαικοί), deren Siedlungsgebiet sich vom Douro im Süden über den Norden Portugals, Galicien und den Westen Asturiens und das westliche León erstreckte. Das Siedlungsgebiet der Callaici, die vermutlich eine (proto-)keltische Sprache gesprochen haben, deckt sich weitgehend mit der Verbreitung der Castrokultur; historisch fassbar werden sie und die Region Callaecia allerdings erst durch Strabon und Appian.
Obwohl der Nordwesten der iberischen Halbinsel infolge des zweiten punischen Krieges nominell zur römischen Provinz Hispania citerior (eingerichtet 197 v. Chr.) zählte, und trotz der schweren Niederlage der Callaici im Jahr 136 v. Chr. gelang es Rom erst nach dem kantabrischen Krieg (29 v. Chr. bis 19 v. Chr.) unter Augustus, seinen Machtanspruch durchzusetzen und mit der Gründung der Städte Bracara Augusta (Braga) und Lucus Augusti (Lugo) die Romanisierung der ansässigen Bevölkerung voranzutreiben.
Eine vorrömische Besiedlung des Platzes ist nur durch vergleichsweise wenige Funde wahrscheinlich zu machen. Umso deutlicher ist die römische Besiedlung des Platzes durch die Funde und Baubefunde der bisherigen Ausgrabungen fassbar, wenn auch der römische Name der Siedlung nicht überliefert ist. Nur wenige Kilometer südlich der Römerstraße von Bracara Augusta (Braga) nach Asturica Augusta (Astorga) und etwa 6 km südwestlich des römischen Municipiums Aquae Flaviae (Chaves) gelegen, ist die Siedlung gut in die römische Infrastruktur eingebunden.

Zahlreiche Funde aus dem Mittelalter bezeugen eine Weiter- oder Wiedernutzung des Castros nach dem Ende der römischen Herrschaft.

### Forschung
Im 18. Jahrhundert wird das Castro erstmals erwähnt und bereits 1917 durch den Archäologen und Geologen José Leite de Vasconcellos beschrieben. Trotz dieser frühen Nachrichten wurden erst zwischen 1974 und 1984 insgesamt zehn archäologische Grabungskampagnen unter der Leitung von J. R. dos Santos Júnior und Adérito M. Freitas durchgeführt, die die Fundstelle weiträumig erschlossen. Weitere Ausgrabungen folgten in den Jahren 1988–2006.
Obwohl sich das Gelände in Privatbesitz befindet, ist das Castro für die Öffentlichkeit erschlossen und in sehr gepflegtem Zustand. Eine Aufnahme in die Denkmalschutzliste ist bisher nicht erfolgt.

### Befunde
Das durch zwei vollständige Mauerringe geschützte, ovale Siedlungsareal (ca. 56 × 42 m) erstreckt sich über eine Fläche von etwa 7,4 Ar. Damit gehört das Castro da Curalha zu den kleineren Anlagen der Castrokultur, deren größte Siedlungen wie z. B. Briteiros, Sanfins oder Bagunte eine Größe von 20 ha und mehr erreichen.

#### Mauern
Die innere Mauer ist mit einer Breite von bis zu 5 m vergleichsweise stark ausgeführt. Drei Eingänge nach Norden, Westen und Osten erlauben den Zugang in und aus dem Zwischenmauerbereich. Der zweite Mauerring schließt eng an den inneren Mauerring an, der Abstand zwischen beiden Mauern beträgt maximal 10 m. Der äußere Mauerring verfügt nur über einen einzigen Zugang im Norden. Die versetzte Lage der Eingänge beider Mauerringe bildet einen Zwinger, der die inneren Tore zusätzlich schützt.
Auf etwa 10 m Länge wurden im Nordwesten der Rest einer dritten Mauer beobachtet. Alle Mauern wurden aus Granitsteinen in Trockenbauweise errichtet.

#### Straßen
Straßen mit Granitpflaster erschließen und untergliedern die Siedlung. Reste dieser Straßen sind vor allem vom Osttor ausgehend erhalten. Eine Straße führt geschwungen ins Zentrum der Siedlung, während eine weitere Straße parallel zum Mauerverlauf angelegt ist.

#### Gebäude
Im östlichen Teil der Siedlungen ist der Raum zwischen Mauer und Straße dicht bebaut. Die Gebäude mit durchweg rechteckigem Grundriss nutzen die innere Mauer als Rückwand und teilen sich die Zwischenwände mit den benachbarten Gebäuden. Die Eingänge der Häuser orientieren sich am Straßenverlauf.

Auf der kleinen Felskuppe im zentralen Bereich der Siedlung wurde, neben weiteren Häusern mit rechteckigem Grundriss, ein Gebäude mit rundem Grundriss ergraben, Rundhäuser sind vor allem in vorrömischer Zeit in den Siedlungen der Castrokultur zu beobachten, treten aber auch noch in römischer Zeit auf, so dass allein anhand des Grundrisses nicht auf die Zeitstellung geschlossen werden kann.

Westlich der Felskuppe schließt sich ein weiterer Gebäudestreifen an, der gerade auf die Südwestseite der inneren Mauer zu läuft. Auch hier teilen sich die rechteckigen Gebäude die Zwischenwände.

Im Vergleich zu anderen Siedlungen der Castrokultur fällt hier die sehr dichte Bebauung auf. Die Gebäude innerhalb der anderen Siedlungen sind in der Regel lockerer verteilt und werden durch Mauern und Straßenzüge zu Bereichen (Quarteirão/Bairro) zusammengefasst und voneinander abgegrenzt.

### Funde
Römische Ziegel (Tegula und Imbrex) und Gebrauchskeramik stellen den überwiegenden Teil der Funde. Daneben wurden auch römisches Tafelgeschirr (Terra Sigillata), Glas, Glaspaste, Perlen sowie zahlreiche Münzen des 4. Jahrhunderts n. Chr. geborgen. Wenige Reste von Eisenschlacke machen eine Metallverarbeitung in geringem Umfang in oder in der Nähe der Siedlung wahrscheinlich.
Ein Teil der Funde wird im Museu da Região Flaviense in Chaves aufbewahrt.